# 207e division de fusiliers
Pour les articles homonymes, voir 207e division.
La 207e division de fusiliers (russe : 207-я стрелковая дивизия) est une unité militaire soviétique. Formée brièvement à l'automne 1941 avant l'invasion allemande, elle est dissoute avant sa formation complète. La 207e division de fusiliers est recréée en avril 1942 et rejoint le Front de Stalingrad. Dès novembre, la division décimée est dissoute. Elle est reformée une troisième fois en juin 1943 et combat dans partie centrale du front soviéto-allemand, mettant fin à la guerre au cœur de Berlin dans la bataille pour le Reichstag. La division sert après-guerre dans le groupe des forces soviétiques en Allemagne.

## 1reformation
La 207e division est formée à partir du 4 mars 1941

« [Cette] division est officiellement dissoute le 1er juin 1941, avant le début de la guerre. Son personnel était probablement nécessaire pour compléter les nouvelles brigades aéroportées et brigades antichars en train d'être formée »

## 2eformation
La deuxième 207e division de fusiliers commence à se former en avril 1942, pour commencer dans le district militaire du Caucase du Nord, à partir du cadre de la 52e brigade de fusiliers. Elle n'a pas de commandant affecté jusqu'à ce qu'il rejoigne Ivanovo dans le district militaire de Moscou en juin. L'ordre de bataille principal de la division est le suivant :
- 594e régiment de fusiliers
- 597e régiment de fusiliers
- 598e régiment de fusiliers
- 780e régiment d'artillerie

## 3eformation
La 207e division de fusiliers est recréée le 6 juin 1943 dans la 5e armée du front occidental, à partir de la 40e brigade de fusiliers à drapeau rouge et de la 2e formation de la 153e brigade de fusiliers. L'ordre de bataille de la nouvelle 207e division reste le même que la 2e (et probablement la 1re) formation. Elle  hérite de l'Ordre du Drapeau rouge qui avait été gagné par la 40e. La 40e brigade de fusiliers avait été formée conformément à un ordre du 18 octobre 1941. La brigade a reçu l'Ordre du drapeau rouge le 13 décembre 1942, mais la division n'en hérite qu'en novembre 1943. La division comprenait les unités suivantes:
- Quartier général
- 594e régiment de fusiliers
- 597e régiment de fusiliers
- 598e régiment de fusiliers
- 780e régiment d'artillerie
- 420e bataillon antichar
- 338e bataillon de sapeurs
- 255e bataillon médico-sanitaire
- 249e compagnie de reconnaissance
- 400e compagnie de transmissions
- 186e compagnie de défense chimique

La division reste dans la 5e armée du front occidental jusqu'en octobre, combattant vers Smolensk, jusqu'à ce qu'elle soit transférée à la 10e armée de la Garde sur le même front. À la fin de l'année, la 10e de la Garde part pour le 2e front de la Baltique, et en janvier 1944, la 207e division rejoint le 79e corps de fusiliers au sein de la 3e armée de choc dans le même Front. La division restera dans cette armée jusqu'à l'après-guerre, et dans ce corps également, à l'exception d'une réaffectation temporaire au 93e corps de fusiliers à partir d'avril-juin 1944.
En décembre, à la suite de l'offensive de Šiauliai et de l'offensive de Riga, la 3e armée de choc est transférée au 1er front biélorusse. Dans ce front, elle participe à l'offensive Vistule-Oder à travers la Pologne et l'Allemagne de l'Est, et la 207e se distingue dans la conquête de la Poméranie orientale, recevant le nom de cet État allemand à titre honorifique. Au cours de la bataille de Berlin fin avril 1945, la 3e armée de choc a aidé à déborder le côté nord de la ville et le 79e corps effectue des tirs d'artillerie à longue portée sur la ville le 20 avril. Le lendemain, des éléments de l'armée, et plusieurs autres, atteignent les faubourgs et entrent dans de difficiles combats urbains. Le 29 avril, face à une résistance fanatique, le 79e corps entame la lutte symbolique pour le Reichstag. La 207e soutient ses camarades de la 150e division de fusiliers alors qu'ils combattaient à travers le bâtiment et ont hissé le drapeau rouge au sommet le 30,.
Les soldats de la 207e division de fusiliers ont mis fin à la guerre avec le titre officiel de 207e division de fusiliers, Poméranie, Ordre du drapeau rouge, ordre de Souvorov (russe : 207-я стрелковая Померанская Краснознамённая ордена Суворова дивизия). La division reçoit l'Ordre de Suvorov de 2e classe le 28 mai 1945. Elle a continué à servir après-guerre avec son armée et son corps dans le Groupement des forces armées soviétiques en Allemagne. Entre le 15 et le 30 juin 1945, recevant des renforts de la 238e division de fusiliers dissoute, la division augmente l'effectif de ses régiments de fusiliers à trois bataillons et forme un bataillon d'entraînement, un bataillon d'artillerie d'entraînement et le quartier général de la 415e brigade d'artillerie, qui comprenait le 780e régiment d'artillerie à canons, le 693e régiment d'artillerie à obusiers, et le 601e régiment de mortiers. Au 1er août 1945, la division comprend:
- Quartier général
- 594e, 597e, 598e régiments de fusiliers
- Quartier général de la 415e brigade d'artillerie
- 780e régiment d'artillerie à canons, 693e régiment d'artillerie à obusiers, 601e régiment de mortiers
- 420e bataillon antichar
- 912e bataillon de transmissions
- 338e bataillon de sapeurs
- 255e bataillon médico-sanitaire
- 249e compagnie de reconnaissance motorisée

De plus, le 546e bataillon d'artillerie automotrice, équipé de SU-76 et formé à partir d'un régiment d'artillerie automotrice réorganisé du front, et le 953e bataillon d'artillerie antiaérienne rejoignent la division. La 186e compagnie de défense chimique est dissoute.
La division reçoit du personnel et du matériel des unités dissoutes de la 3e armée de choc (les 150e, 33e et 23e divisions de fusiliers de la Garde et la 16e division mécanisée (ru)) entre novembre et décembre 1946. Elle est réorganisée selon un nouveau tableau d'organisation et d'équipement conformément à une directive du 25 février 1947, aboutissant à la structure suivante:
- Quartier général
- 594e, 597e, 598e régiments de fusiliers
- 780e régiment d'artillerie à canons, 693e régiment d'artillerie à obusiers, 601e régiment de mortiers
- 420e bataillon antichar, 953e bataillon d'artillerie antiaérienne
- 338e bataillon de sapeurs motorisés
- 912e bataillon de transmissions, 255e bataillon médico-sanitaire

En outre, le 16e régiment de canons automoteurs, réorganisé en 1945 à partir de la 16e brigade de chars de la Garde, rejoint la division à partir de la 15e division mécanisée dissoute. Ce régiment devient le 155e bataillon motocycliste en mars 1947. Lors de la réorganisation de 1947, le quartier général de la 415e brigade d'artillerie, le 610e régiment de mortiers, le 546e bataillon d'artillerie antiaérienne, la 249e compagnie de reconnaissance motorisée et le bataillon d'entraînement sont dissous.
Conformément à une directive du 6 mai 1954, le 953e bataillon d'artillerie antiaérienne est transformé en 2072e régiment d'artillerie antiaérienne, le 115e bataillon motocycliste est réorganisé en 155e bataillon de reconnaissance (en juillet) et les 693e régiment d'artillerie à obusiers et 780e régiment d'artillerie à canons réorganisés respectivement en 693e et 780e régiments d'artillerie. La division est renumérotée 32e division de fusiliers le 16 mai 1955.  En conséquence, ses éléments reçoivent de nouveaux numéros:
- Le 594e régiment de fusiliers devient le 33e régiment de fusiliers de Berlin
- Le 597e régiment de fusiliers devient le 40e régiment de fusiliers de Berlin
- Le 598e régiment de fusiliers devient le 41e régiment de fusiliers de berlin
- Le 2072e régiment d'artillerie antiaérienne devient le 933e régiment d'artillerie antiaérienne
- Le 420e bataillon antichar devient le 34e bataillon antichar

La 32e division de fusiliers est réorganisée en 32e division de fusiliers motorisés le 29 avril 1957,. Les régiments de fusiliers sont réorganisés en unités de fusiliers motorisés tout en conservant leurs désignations précédentes. Le 780e régiment d'artillerie et le 34e bataillon antichar sont dissous. Les réorganisations suivantes ont également eu lieu:
- le 115e bataillon de reconnaissance devient 131e compagnie de reconnaissance,
- la 540e compagnie de transport automobile devient 110e bataillon de transport automobile,
- le 16e régiment automoteur de chars de la garde devient 16e régiment de chars de la Garde.

En 1958, le 40e régiment de fusiliers motorisés est transféré à la 26e division de chars de la Garde. Le 245e régiment de fusiliers motorisés de la Garde le remplace. Une directive datée du 29 septembre 1960 forme le 32e bataillon de chars dans la division. Le 31 décembre 1963, le 245e de la Garde revient à la 26e division de chars de la Garde tandis que le 200e régiment de fusiliers motorisés de la Garde rejoint l'Olympisches Dorf. La division est renumérotée 207e division de fusiliers motorisés le 30 janvier 1965, reprenant son numéro de la Guerre. Après avoir été stationnée à Stendal de 1957 à 1991, elle est brièvement déplacée à Yarmolintsy, dans l'oblast de Khmelnytskyï, avant d'être dissoute en 1992.